# Háled Azíz
Háled Azíz al-Száker (arabul: خالد عزيز; Rijád, 1981. július 14. –) szaúd-arábiai válogatott labdarúgó.

## Pályafutása

### Klubcsapatban
2002 és 2011 között az El-Hilál csapatában játszott, melynek tagjaként öt alkalommal nyerte meg a szaúdi bajnokságot. 2011-ben az Es-Sabáb, 2012-ben az En-Naszr játékosa volt.

### A válogatottban
2005 és 2009 között 63 alkalommal játszott a szaúd-arábiai válogatottban és 1 gólt szerzett. Részt vett a 2006-os világbajnokságon, és a 2007-es Ázsia-kupán, ahol ezüstérmet szerzett.

## Sikerei, díjai
El-Hilál
- Szaúd-arábiai bajnok (5): 2001–02, 2004–05, 2007–08, 2009–10, 2010–11

Szaúd-Arábia
- Ázsia-kupa döntős (1): 2007